# オットー1世 (ブラウンシュヴァイク＝リューネブルク＝ハルブルク公)
オットー1世（Otti I., 1495年8月24日 - 1549年8月11日）は、ブラウンシュヴァイク＝リューネブルク公、リューネブルク侯（在位：1520年 - 1527年）、のちハルブルク公（在位：1527年 - 1549年）。

## 生涯
オットー1世はブラウンシュヴァイク＝リューネブルク公ハインリヒ1世とマルガレーテ・フォン・ザクセンの長男として1495年に生まれた。弟エルンストやフランツとともにヴィッテンベルクで学び、早くからルターの宗教改革思想に触れ、後にリューネブルク侯領の宗教改革導入の原動力となった。1520年、父がヒルデスハイム教区とのフェーデに関与しフランスに亡命したとき、オットーは弟のエルンストと共に侯領の統治を引き継いた。リューネブルク侯領は多額の借金を抱えており、ツェレを除くすべての領地は抵当に入っていた。 オットーがその治世で専念したことの1つは、領内の財政再建であった。
1527年にメタ・フォン・カンペと貴賤結婚し、自身の領地であるハルブルク城のあるハルブルク・アン・デア・エルベに引退した。オットーは長男であったがブラウンシュヴァイク＝リューネブルク公領の統治を放棄した。それと同時に、父ハインリヒ1世がオットーに結婚するよう勧めた、フランス王妃の侍女であった40歳の未亡人との結婚話を破棄した。フランス王は、その侍女に相応の持参金を支払うつもりであった。これはブラウンシュヴァイク＝リューネブルク公領の借金に役立つはずであった。1527年、オットーは初代ハルブルク公となった。彼はプロテスタント君主の同盟に参加した。1528年、オットーはハルブルクの鳥猟を創設し、最初の年に優勝した。1529年には、1527年にオットーが始めたハルブルクの改革が完了した。オットーの死後、息子オットー2世がハルブルク・アン・デア・エルベの統治を継承した。

## 子女
- アンネ（1526年 - 1527年）
- オットー（1527年）
- エルンスト（1527年 - 1540年） - 13歳でハルブルク城の足場から落下して亡くなった
- オットー2世（1528年 - 1603年） - ブラウンシュヴァイク＝ハルブルク公
- フリードリヒ（1530年 - 1533年）
- マルガレーテ（1532年 - 1539年）
- ズザンナ（1536年 - 1581年）